# 森脇護
森脇 護（英: Mamoru Moriwaki, もりわき まもる、1944年9月30日 - ）は、元オートバイレーサー、元レーシングドライバー、現オートバイチューニング技術者。二輪・四輪車用品・部品メーカーモリワキエンジニアリング創業者、発明家。
オートバイ部品・用品メーカーヨシムラジャパン創業者の吉村秀雄は義理の父にあたる。息子はオートバイロードレースレーサーの森脇尚護。
以降、森脇護 個人を指す場合には「森脇」と漢字表記し、モリワキエンジニアリングなどの企業名をさす場合には「モリワキ」とカタカナ表記をする。

## 経歴

### 幼少期
1944年、高知県生まれ。幼少時より自然に親しんで過ごす。小学生時代は七度も転校を繰り返し、一定した友人が出来づらい状況下にあった事もあり、六甲山などに通い、野鳥や虫といった生物の生態を観察する事を好み、絶滅危惧種の動物を繁殖させるような仕事につく事を望んでいた。その当時の経験、思考が、エンジニアとしてのその後の森脇の考え方にも大きく影響している。

### レーサー時代
1966年、22歳の時に六甲山へのバードウォッチングの移動手段としてオートバイを使っていた際、同山へツーリングに来ていた走り屋と知り合い、レーサーになる事を勧められる。
当初はレースの知識も無く断るが、後に上京した際に日本モーターサイクルスポーツ協会（MFJ）を訪ね、その紹介でヨシムラコンペティションモータースにCB72のチューニングを依頼した。
その後、チューニングから戻ってきたマシンのスピードに衝撃を受けレースへの挑戦を決意、レーサーとしてのキャリアをスタートする。順調に勝ち続け、1968年にジュニア 250ccクラスランキング4位に入る。
1969年にはセニアクラス 251cc以上でランキング3位に入賞し、他の上位入賞者が辞退したことから、翌年のシンガポールGPへの出場権を獲得、シンガポールGPでは350ccクラスで優勝、オープンクラスでも2位入賞と活躍した。
また、四輪レースにも参戦し、そちらでもGTクラス4勝と結果を残すが、費用がかさむなどの経済的な理由により1971年より再び二輪へと競技を絞る。
二輪一本で参戦した1972年はセミエキスパート 250ccクラスでチャンピオンに輝いた。
その頃、ドリームCB500FOURといった大型車にも乗るようになり、チューニングしたエンジンを重い車体に載せる事により生じる不都合や、車体とエンジン、サスペンションのバランスの重要性を感じ、ライダーとしての目線から車体の構造を考え、所属するヨシムラの吉村秀雄に師事しチューニング技術についても学び始める事となる。

### 結婚、創業
溶接を学び、スタンダードフレームのモディファイからはじまり、やがて素材の加工、研究と供にCB500用のオリジナルフレームの製作にも着手し、素材、重さ、剛性、ディメンション、アライメントなど試行錯誤を重ねた。
ヨシムラのライダーとして走りながら技術者としても腕を磨き始めた1971年、吉村秀雄の長女南海子と結婚。
そんな中、1973年に所属するヨシムラがアメリカに進出し、意見の食い違いから吉村に勘当されてしまう。先のフレーム製作は中断を余儀なくされ、森脇のオリジナルフレーム第一号の完成は後年に持ち越される事となる。
森脇は妻と供に日本に残り、1973年、鈴鹿にて自身の誕生日である9月30日にモリワキエンジニアリングを創業した。

### モリワキエンジニアリング創業後
創業当初はアメリカに渡ったヨシムラ製品の取り扱いが主であったが、平行して独自のチューニング、パーツの作成を始める。レースにも関わっていき、1977年にはオリジナルフレーム採用第一号車ME125Wが完成、1978年にはカワサキ・Z1の補強版フレームを作製するなど、それまでの試行錯誤の中で蓄積されたノウハウを遺憾なく発揮していった。
また、モリワキとしても、この補強版フレームのZ1、オリジナルフレームを採用したカワサキ・Z650で78年開催の第一回鈴鹿8時間耐久ロードレースに参加し、グレーム・クロスビー／トニー・ハットン組の搭乗するZ1が決勝3位という結果を残した。
森脇は翌年以降もレースに関わり、世界初のアルミフレームやモンスターマフラーといった、かつて無い製品を発表、モリワキとしてもレースに積極的に参加するなど、日本のバイクシーンにおいて欠かせない存在となっていった。
また、非常に先見の明、人を見る目があり、革新的なパーツを世に送り出したのみならず、多くのライダーの才能を見抜き、のちにワールドチャンピオンにまで登り詰めたワイン・ガードナーをはじめ、八代俊二、樋渡治、ケビン・マギー、ピーター・ゴダードら多くの有力なレーサーを見出し、モリワキレーシングから輩出している。
その後も森脇は、技術者、指導者としてマシンやパーツの開発、またライダーを始めとするアスリート、人材の育成を精力的に行い、モリワキもレースに参加し続け、2003年には世界最高峰クラスのMotoGPクラスにも挑戦した。

## 逸話
- 株式会社モリワキエンジニアリングの社長である森脇護本人は、本業の傍らで趣味である魚釣り等に没頭し、本業に全く関係無い幾つかの特許を同社名義で取得している（出願人は森脇護本人）。
- この魚釣り等の趣味は、何とオートバイブームだった1980年代から行われており、同社内に生け簀を整備して業務の合間に同社社員にも魚への給餌を手伝わせていたりした（午前中は工場でマフラー製作、午後は飼育している魚へ給餌等）。

## 本業以外で取得した特許や実用新案
以下は、オートバイ事業とは、全く関係無い案件を株式会社モリワキエンジニアリング名義で取得した特許代表例である。
- 文献番号(特開2002-272312)、出願番号(特願2001-075354)、発明の名称(釣堀および魚の養生用池と魚の養生方法)
- 文献番号(特開平08-080138)、出願番号(特願平06-242250)、発明の名称(甲殻類の養殖具)
- 文献番号(特開平03-193069)、出願番号(特願平01-334545)、発明の名称(ゴルフクラブのシヤフト硬度調整装置)
- 文献番号(実全昭61-181457)、出願番号(実願昭60-064876)、発明の名称(キヤンプ用エヤ－テント)
- 文献番号(実全昭60-106650)、出願番号(実願昭58-201715)、発明の名称(水泳補助用フロ－テイングボ－ト)

## 表彰
2010　鈴鹿市市政功労表彰
2014　三重県第30回産業功労者表彰